# فرودگاه بنین
فرودگاه بنین (به انگلیسی: Benin Airport) یک فرودگاه همگانی با کد یاتا BNI است که یک باند فرود آسفالت دارد و طول باند آن ۲۳۹۹ متر است. این فرودگاه در کشور نیجریه قرار دارد و در ارتفاع ۷۹ متری از سطح دریا واقع شده‌است.

## شرکت‌های هواپیمایی و مقصدهای پروازی
| شرکت‌های هواپیمایی | مقصدهای پروازی             |
| ----------------- | -------------------------- |
| Aero Contractors  | مرتلا محمد                 |
| آریک ایر          | ننامدی آزیکیوه، مرتلا محمد |
| آسوشیتد ایویشین   | ننامدی آزیکیوه، مرتلا محمد |